# St.-Marien-Kirche (Herzberg)

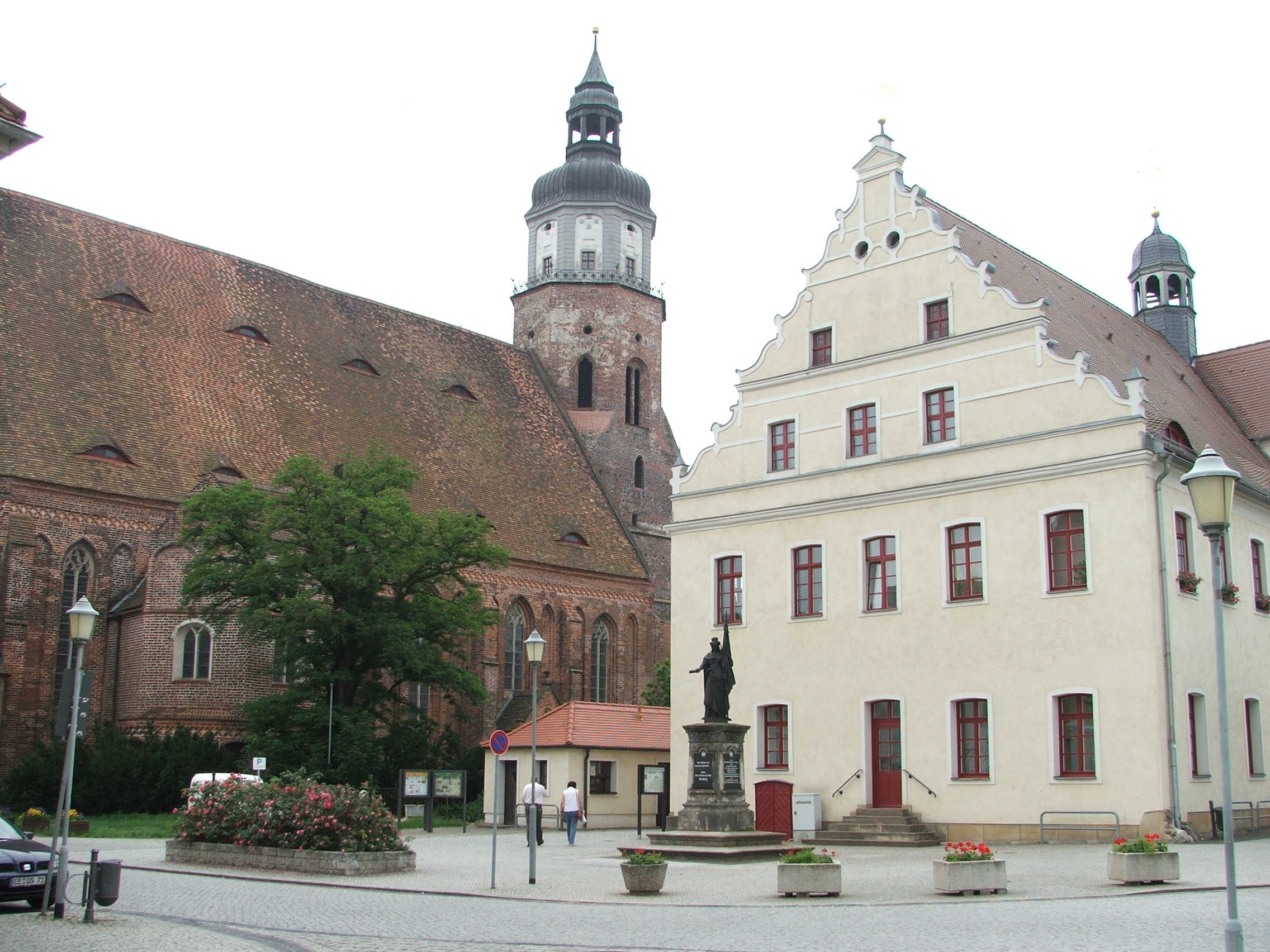
St.-Marien-Kirche mit Rathaus im Vordergrund

Die St.-Marien-Kirche ist die evangelische Stadtpfarrkirche von Herzberg/Elster im Landkreis Elbe-Elster, Brandenburg. Sie befindet sich am Marktplatz der Stadt.

## Daten
Die Länge der Kirche beträgt 42,5 Meter (Ost-West). Die heutige Nord-Süd-Ausdehnung der Kirche beläuft sich auf 22 Meter. Die Kirche hat eine Höhe von 14,5 Metern bei einer Firsthöhe von 30,9 Metern. Die ringförmige Aussichtsplattform liegt in einer Höhe von 36,3 Metern. Die Laternenbasis beginnt bei einer Höhe von 49 Metern. Die goldene Kugel (Turmknopf) steht bei 59,4 Metern und das goldene Herz (Kreuz) befindet sich in 64,27 Metern Höhe.

## Geschichte

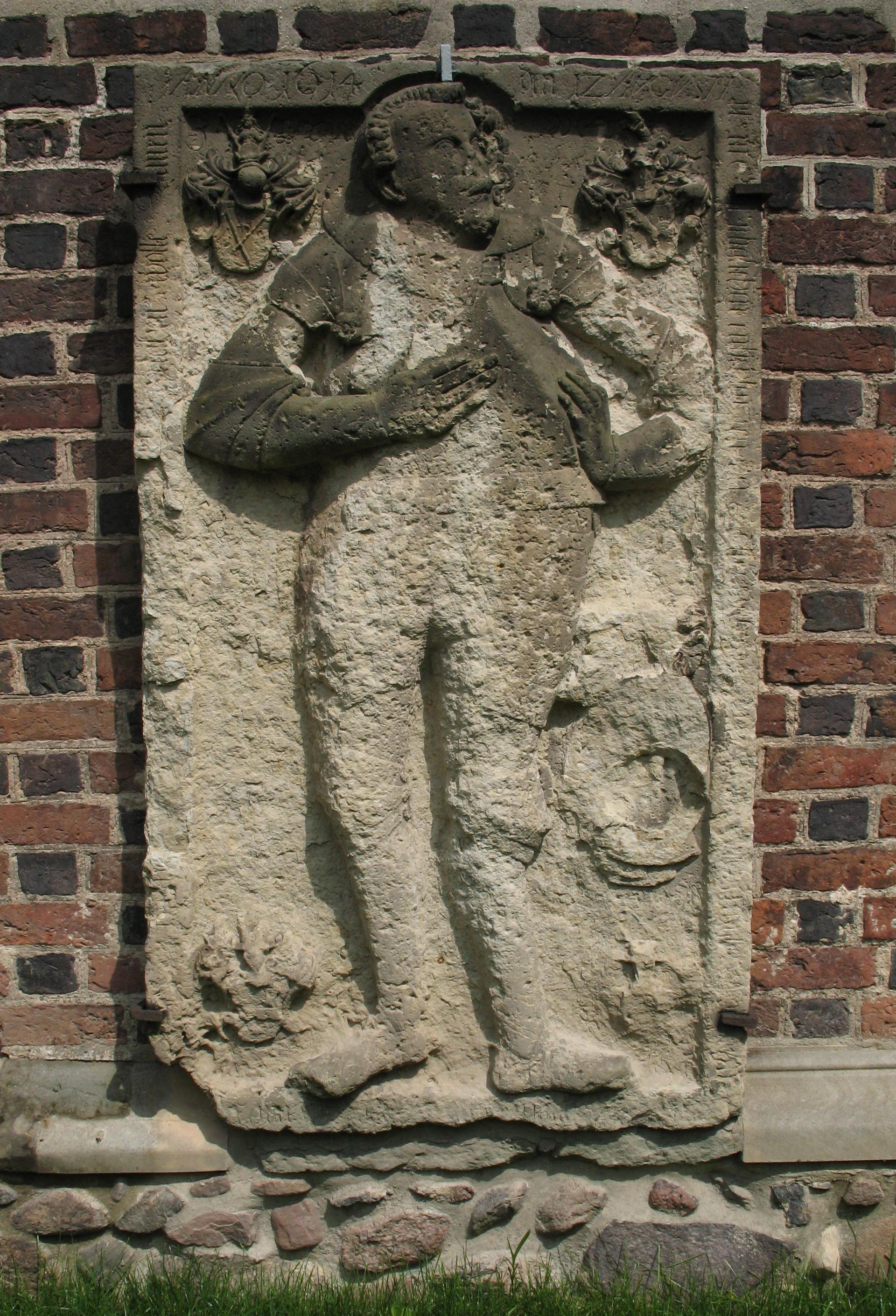
Epitaph

Die spätgotische Backsteinkirche wurde in den Jahren um 1350 auf dem Fundament einer älteren Kirche erbaut, welche ebenfalls aus Backstein bestand. Bis zum 15. Jahrhundert war die Kirche St. Nikolaus geweiht und erhielt dann das Marienpatrozinium. Die Kirche entstand in zwei Bauabschnitten von Osten nach Westen als dreischiffige, sechsjochige Hallenkirche mit breitem Mittelschiff, schmaleren Seitenschiffen und flach geschwungenen Ostabschlüssen. Bis Mitte des 14. Jahrhunderts waren die drei östlichen Joche einschließlich der drei Chorabschlüsse fertiggestellt. Die drei westlichen Joche wurden dann bis zum Ende des 15. Jahrhunderts gefertigt. 1483 brannte der Westturm aus und stürzte kurz darauf ein. Er wurde 1562 erneuert, im 17. und 18. Jahrhundert erhielt er seine heutige Form.
Martin Luther nahm 1522 und 1533 an den Schul- und Kirchenvisitationen in Herzberg teil. Die ganzfigurigen Bildnisse aus dem Ende des 16. Jahrhunderts von Martin Luther und Philipp Melanchthon sind bis heute im Besitz der Marienkirche.
1809 fand eine umfangreiche Restaurierung statt, der Taufstein wurde von der Mitte der Kirche näher an den Altar gerückt und umlaufgatterfrei aufgestellt. Die Sitze wurden nummeriert, Stühle und Chöre geweißt und eine Orgel eingebaut, samt tragender Chorempore für ebensolche.
Von 1862 bis 1868 wurde die Kirche von Grund auf restauriert. Dabei entstanden auch die neogotischen Eingangshallen der Seitenportale und die nach den Zeichnungen von Friedrich August Stüler und Baurat Ritter entworfenen Sandsteinmaßwerk der Fenster, sowie die beiden Treppentürmchen der Emporenaufgänge.

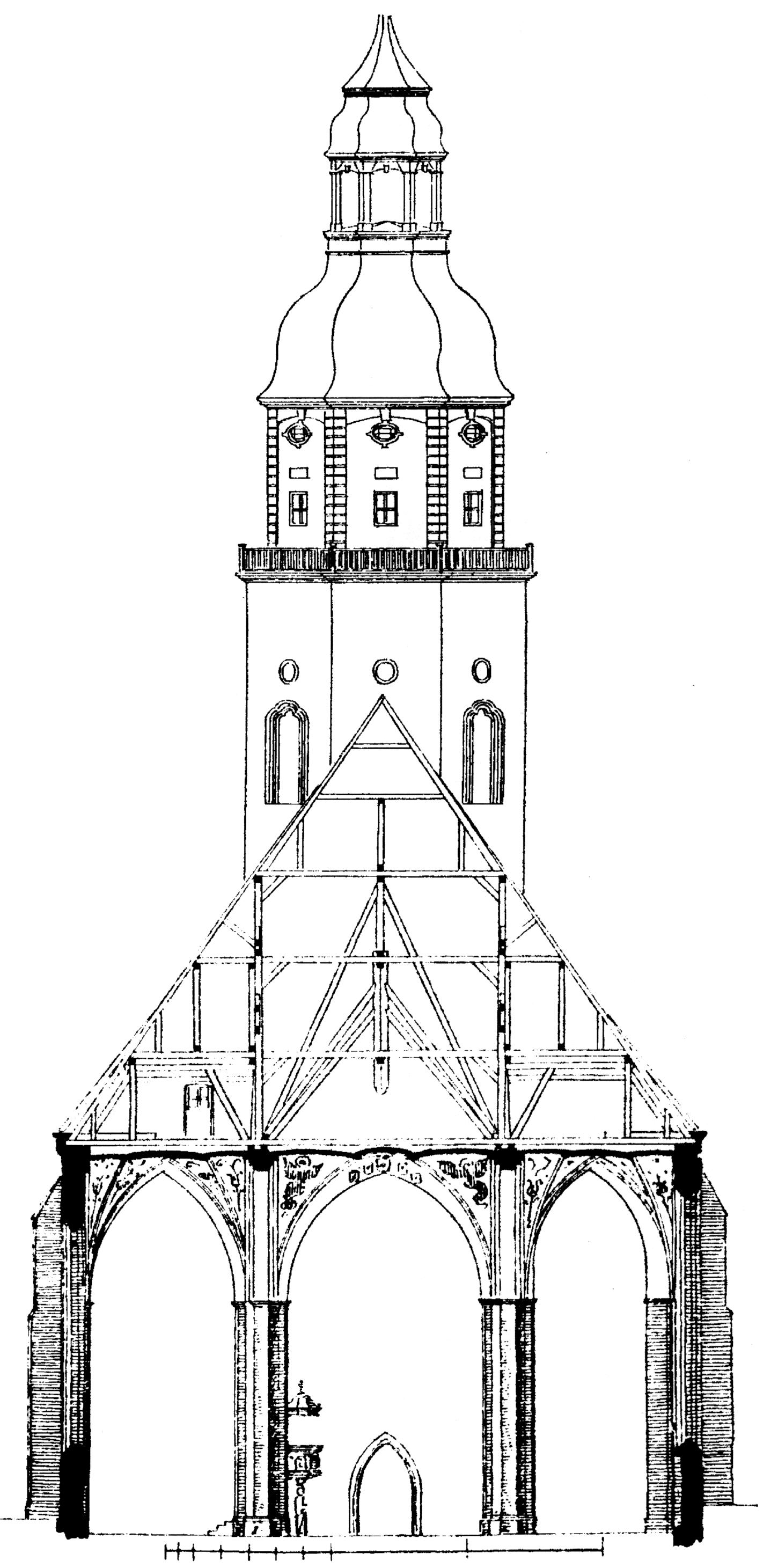
Schnitt durch die Kirche
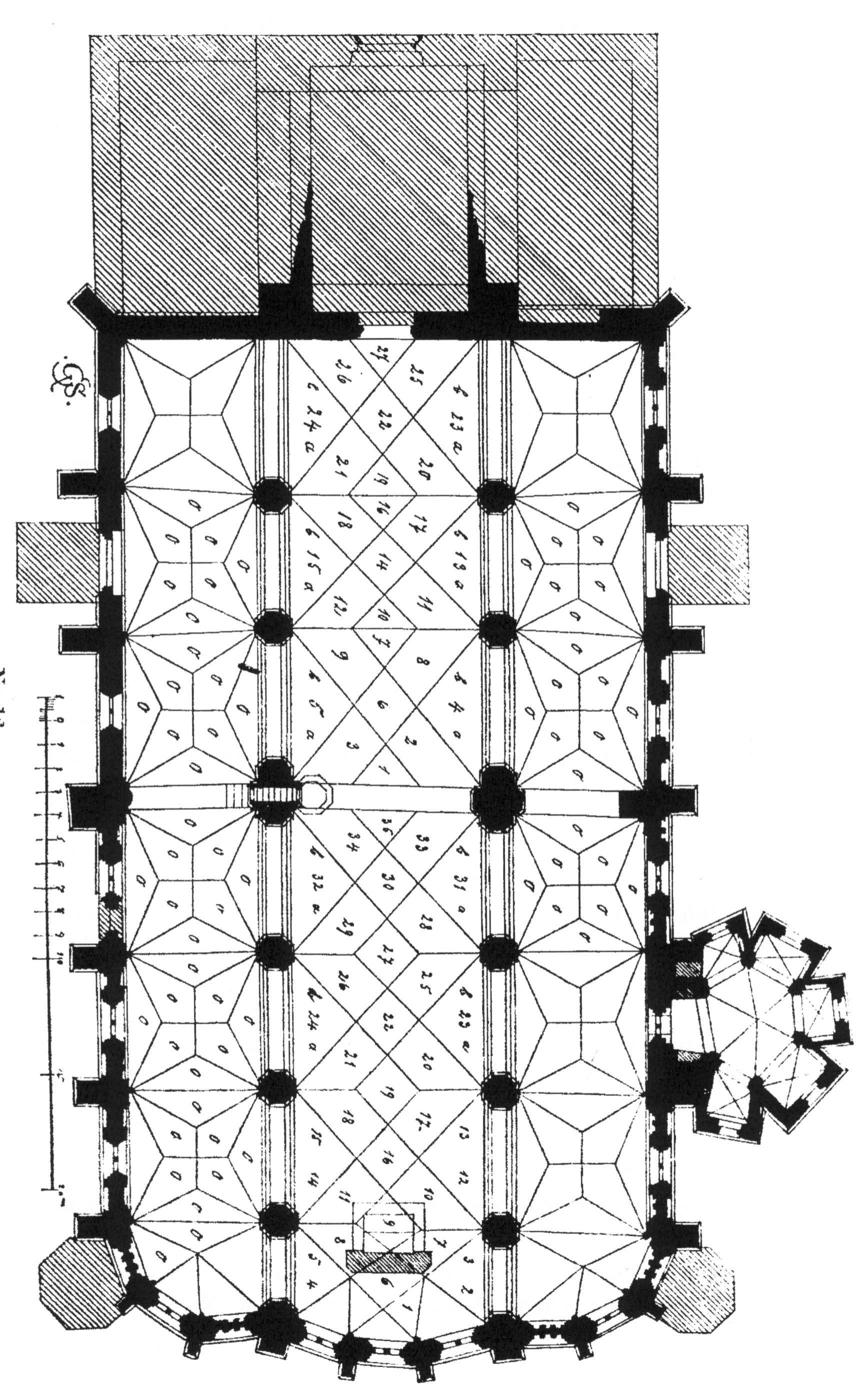
Grundriss der Kirche
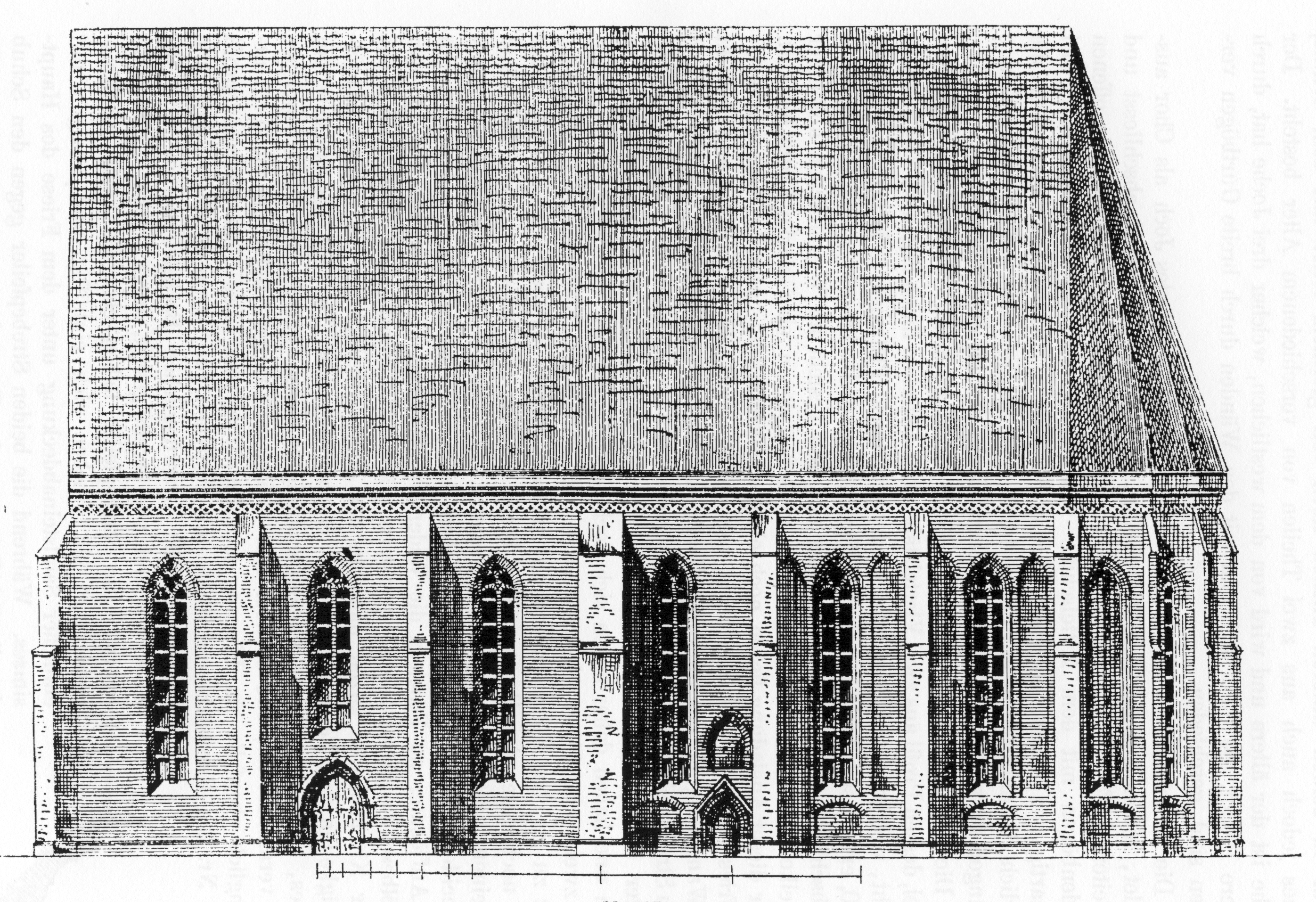
Von der Südseite
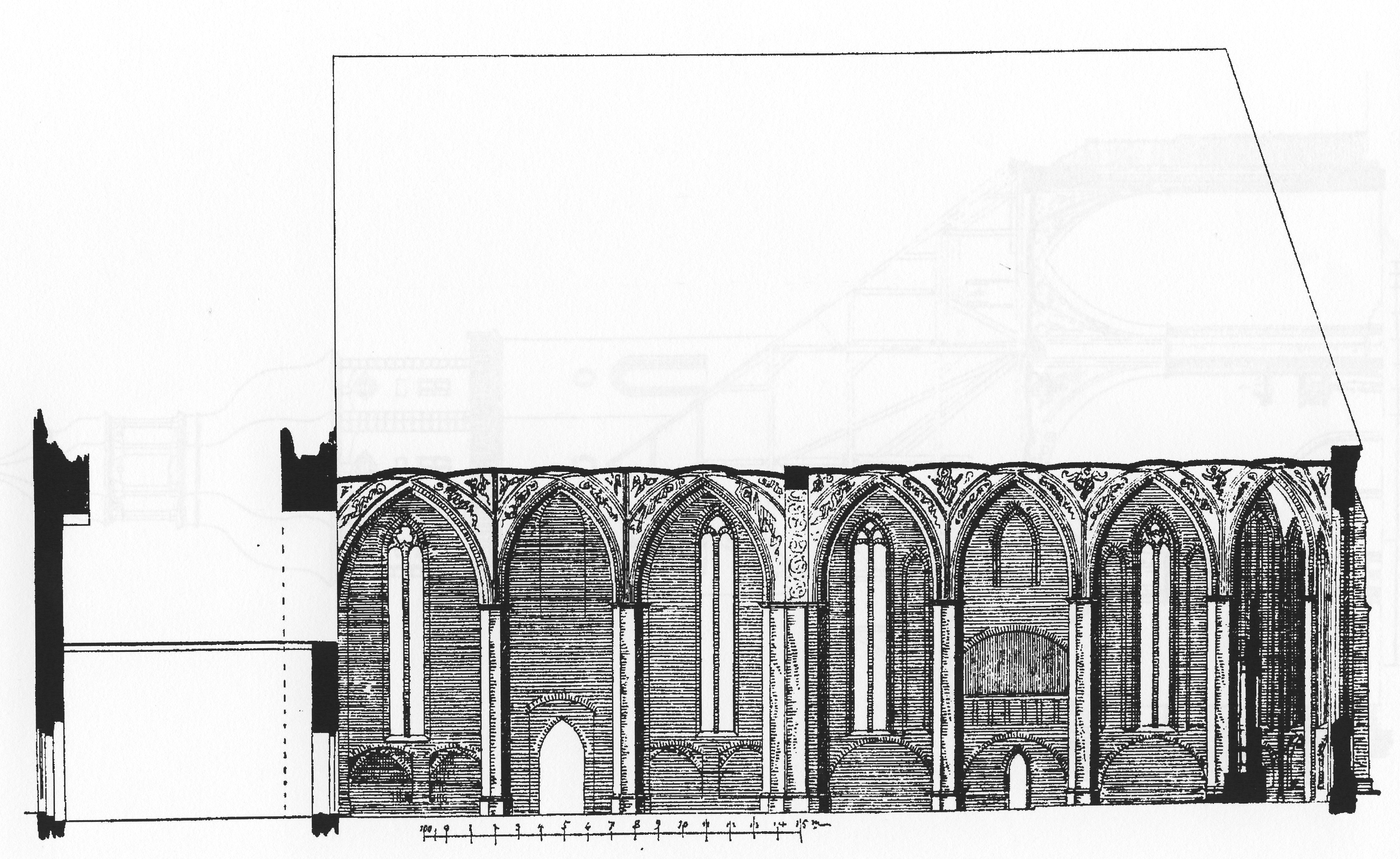
Innen

## Ausstattung

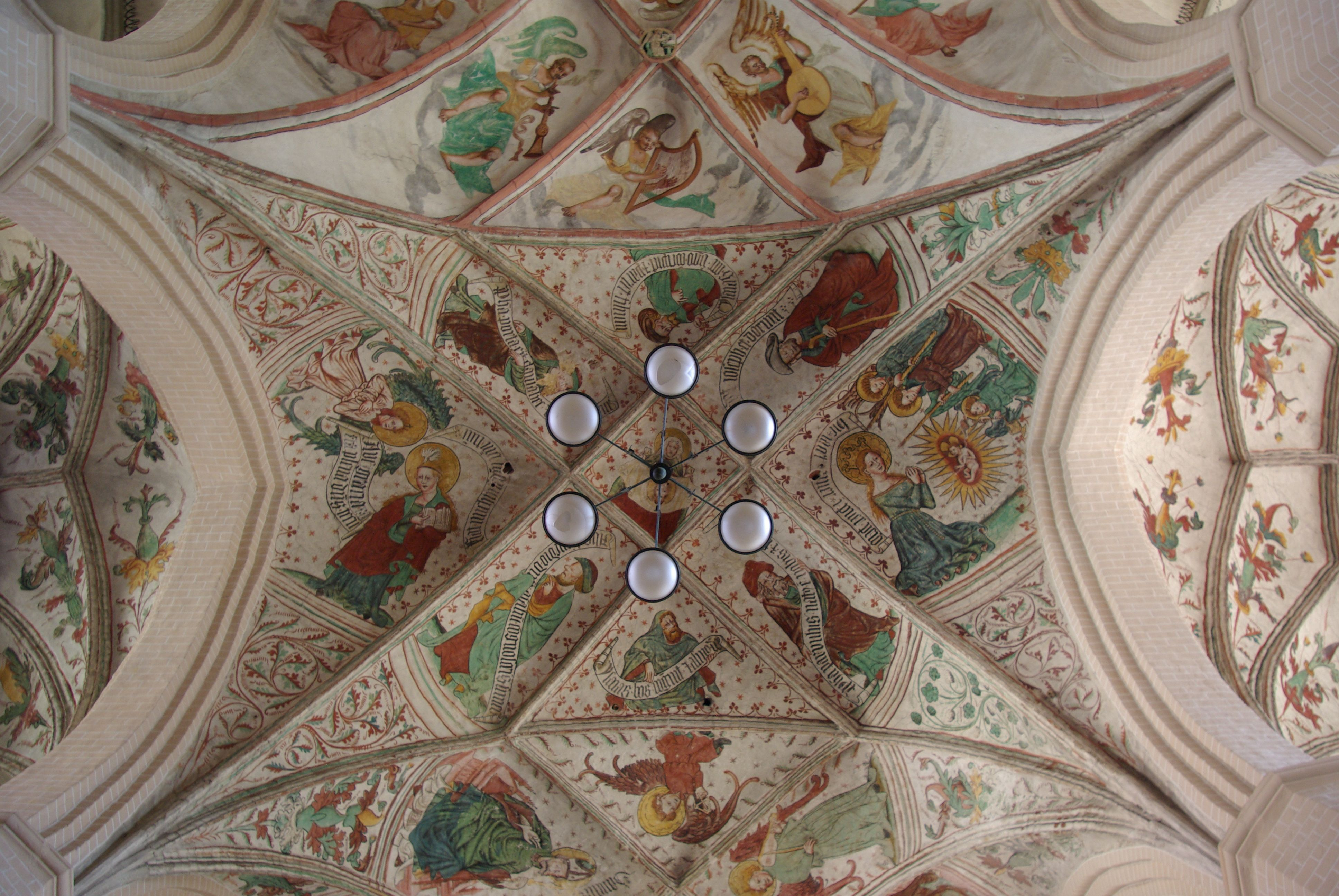
Gemälde im siebenten Gewölbejoch

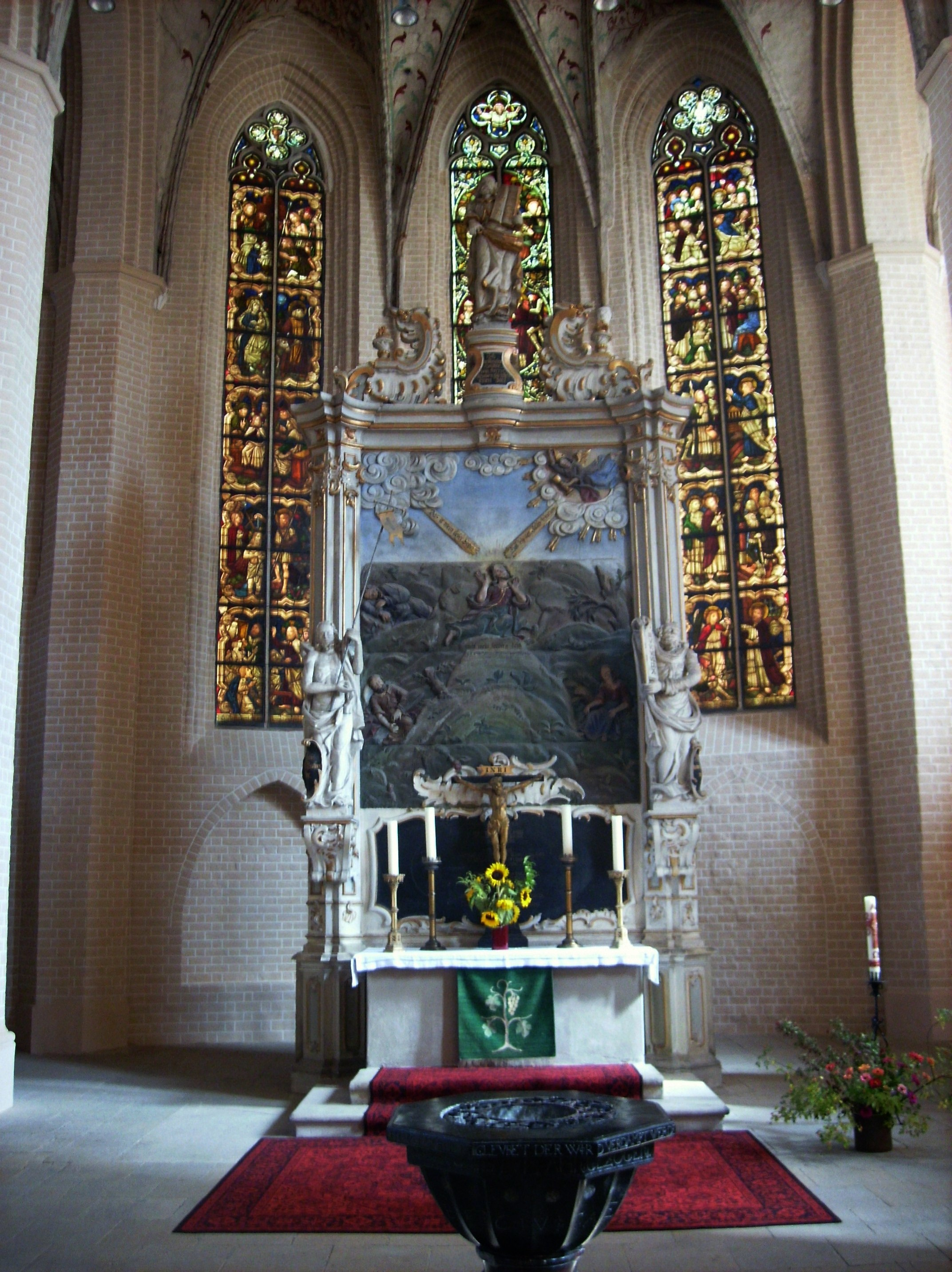
Blick auf den Altar

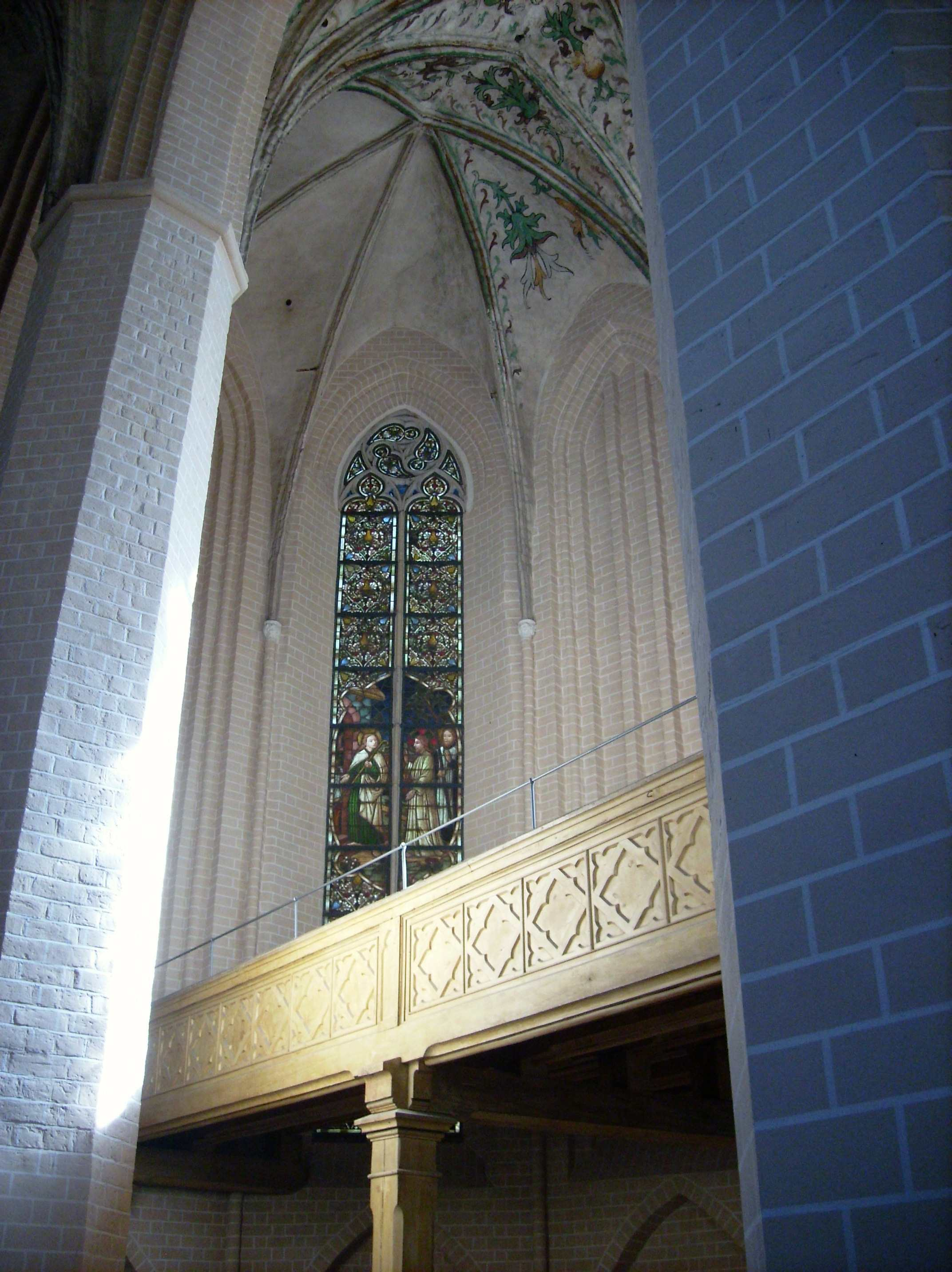
Empore mit Marien-Fenster

### Secco-Malereien

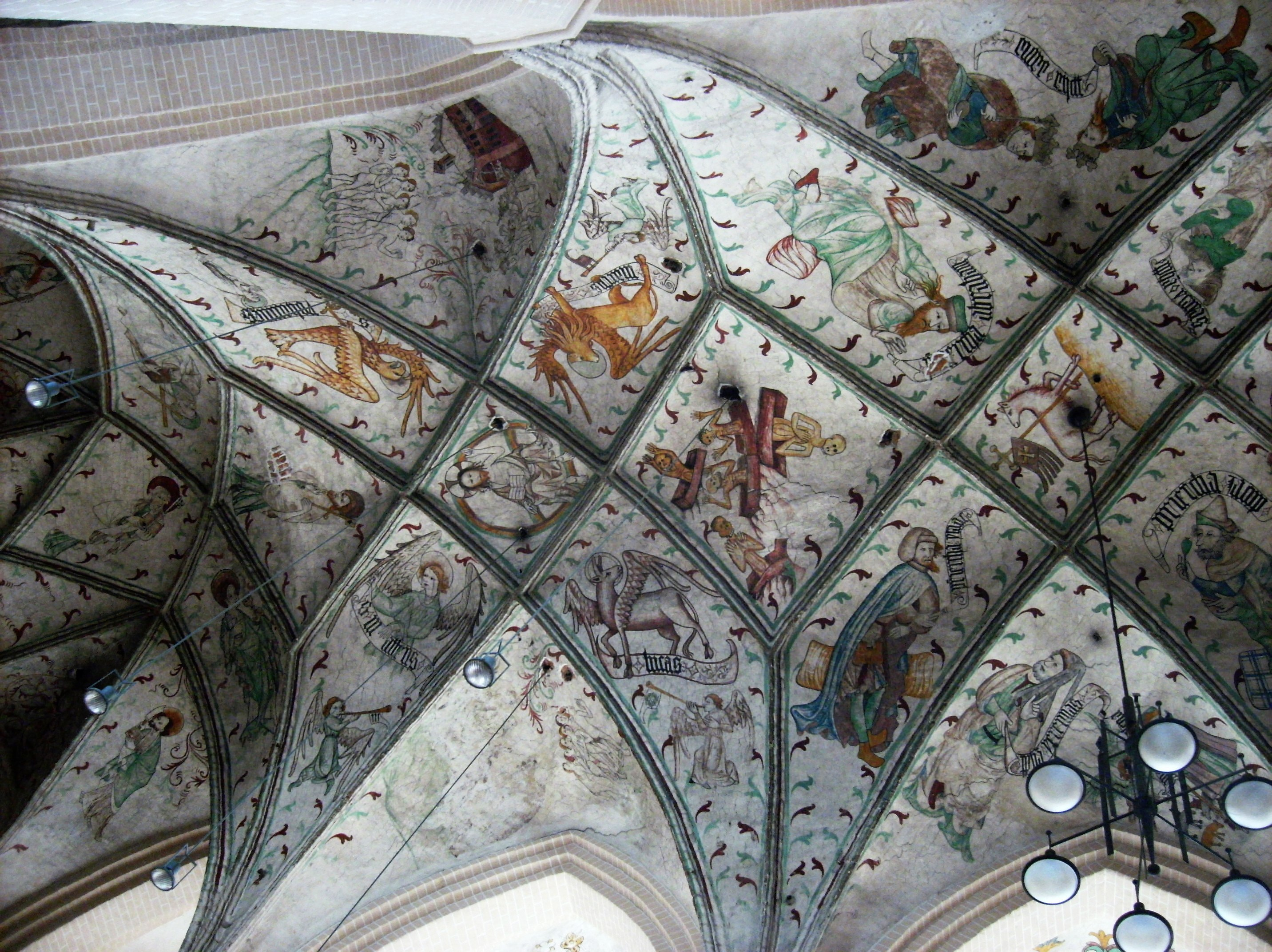
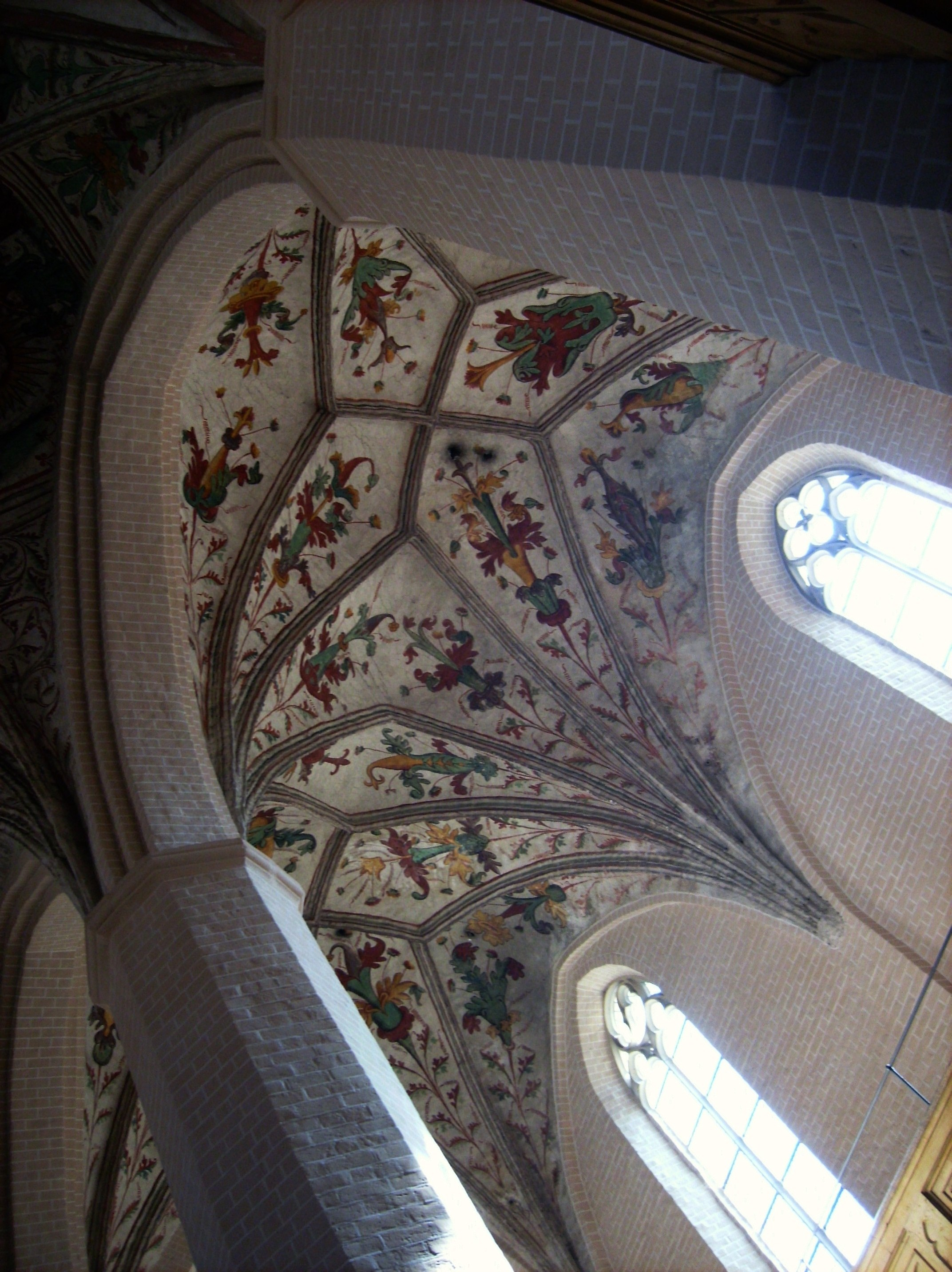
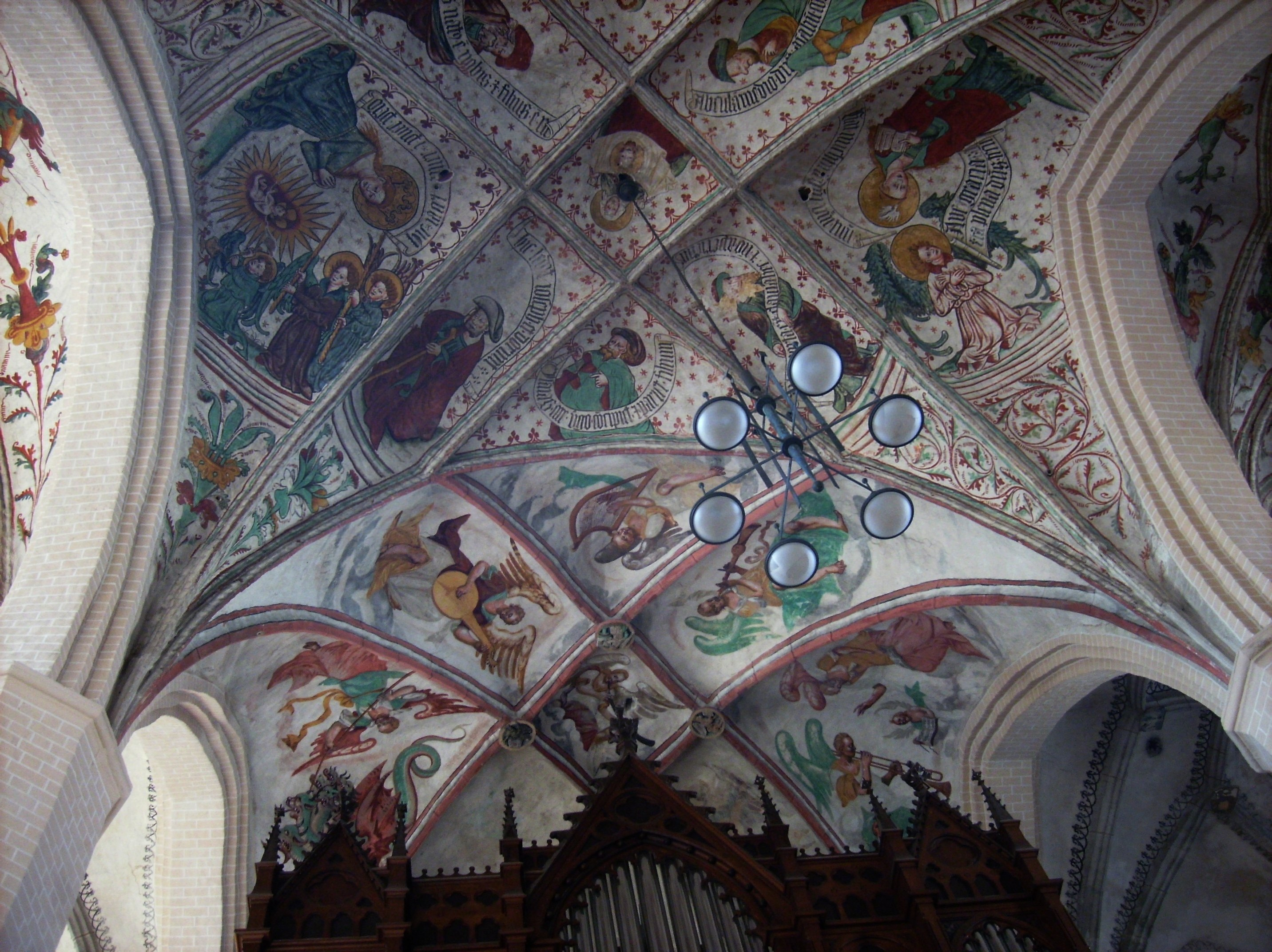

Eine Besonderheit dieser Kirche ist die Gewölbemalerei aus dem 15. Jahrhundert, welche bis heute in außerordentlich künstlerischer Qualität erhalten ist. Die Gewölbemalereien wurden, wie in der Entstehungszeit üblich, a secco, also auf trockenem Putz ausgeführt. Die Malerei ist stilistisch von der böhmischen Malerei des ausgehenden 14. Jahrhunderts beeinflusst. Die Gewölbemalereien aus der Zeit um 1415 sind in den Ornamentfeldern im südlichen Nebenschiff vollständig und die figürlichen Szenen der Hauptjoche nahezu vollständig erhalten. Die Bilder zeichnen sich durch helle Farben aus, Figuren sind schwebend oder auf Kissen platziert dargestellt.
Nach 1430 entstanden die Malereien in den beiden an den Gurtbogen angrenzenden Haupt- und Seitenschiffjochen. Die Bilder wirken kompakt und malerisch. Die Figuren stehen auf einem aus den Gewölberippen gebildeten Grund.
Das durch den Turmeinsturz von 1495 zerstörte letzte Hauptschiffjoch wurde 1709/10 restauriert und in provinziellem Barock ausgemalt.
Karl Friedrich Schinkel und Ferdinand von Quast setzten sich im 19. Jahrhundert zwar für die Erhaltung der Malereien in der Marienkirche ein und rieten zu einer verhältnismäßig zurückhaltenden Restaurierung. Dennoch wurden die östlichen Gewölbe des nördlichen Seitenschiffs und Teile der Hölle aus dem Jüngsten Gericht übermalt.

### Altar
Der Altar ist von 1765. Er zeigt die Szene am Oelberg in flachem Relief. Auf den seitlichen Konsolen sind die Figuren Moses und Johannes der Täufer als Verkündiger Christi dargestellt. Der Altar hatte ein schmiedeeisernes Gitter am Rande der Altarstufen, mit der Inschrift 1769 J. G. Dobe. Seit 1864 befinden sich die Altargitter, welche den Chor gegen das Schiff abgeschlossen hatten, in der Eingangshalle im Westturm.

### Kanzel
Die Kanzel aus der späten Renaissance steht am südlichen Pfeiler in der Kirchenmitte. Auf einer Paulusstatue ruhend, zeigt sie in ihrer Brüstung den Herrn und die vier Evangelisten mit ihren Symbolen; dazwischen als Hermen weitere Apostel. Der Türflügel ist bemalt mit der halben Figur Christi, der die Weltkugel hält und mit der Rechten segnet. Darunter ist noch die ganze Figur Petri zu sehen.

### Taufstein
Der Taufstein besteht aus Serpentin und ist ein kanneliertes Gefäß. Seine Inschrift lautet ANNO MDCXXIIII.

### Bleifenster

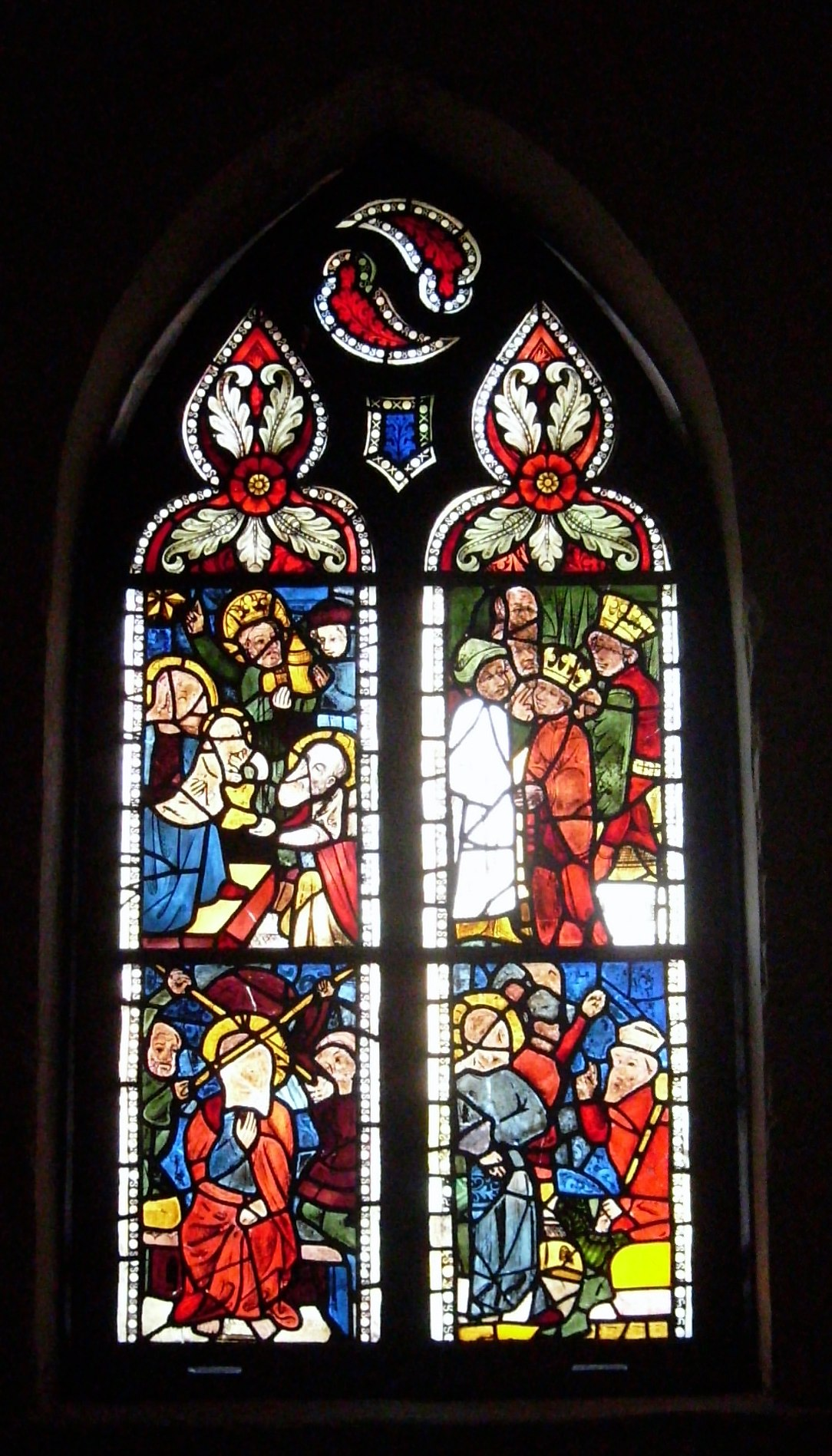
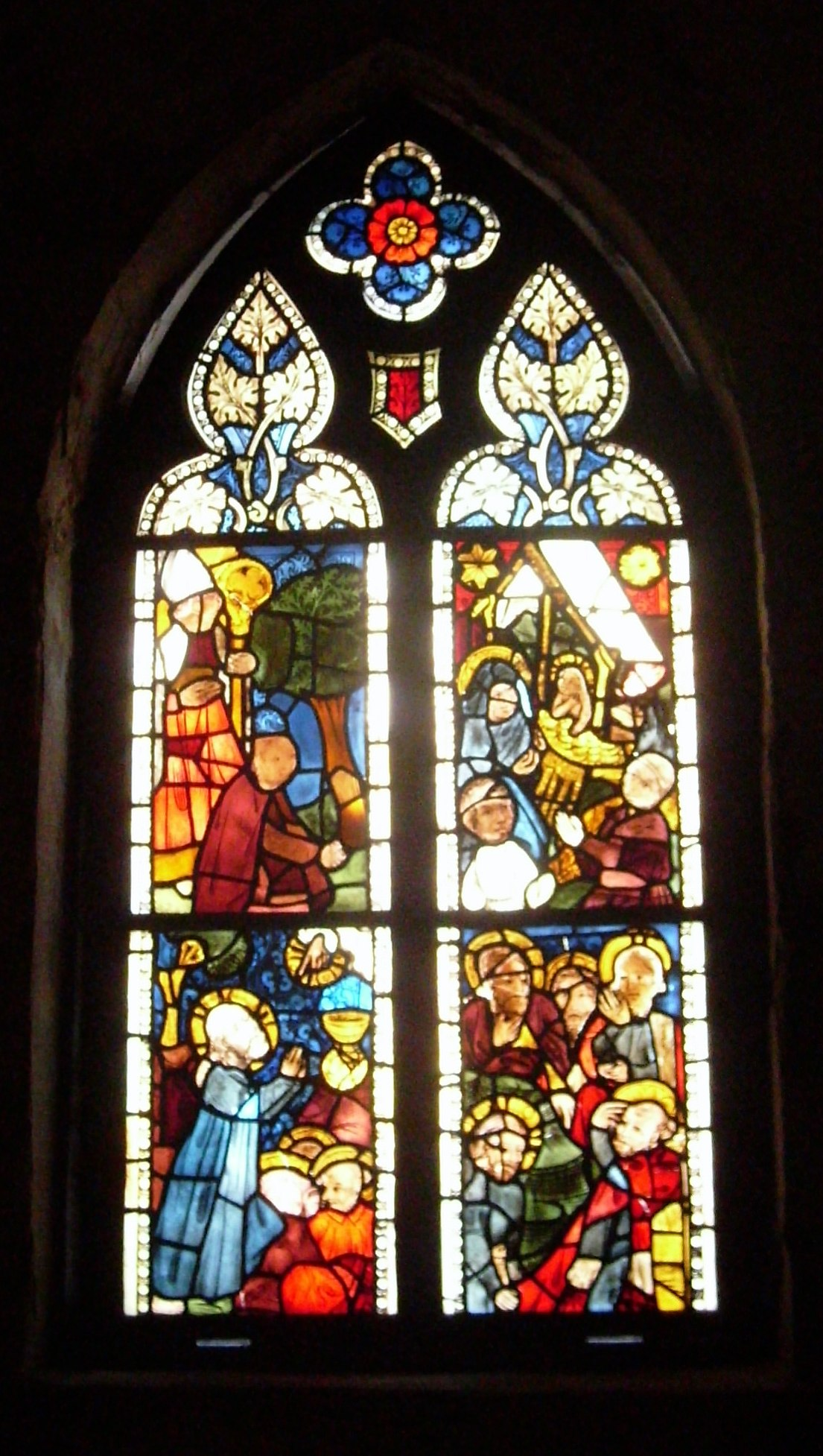
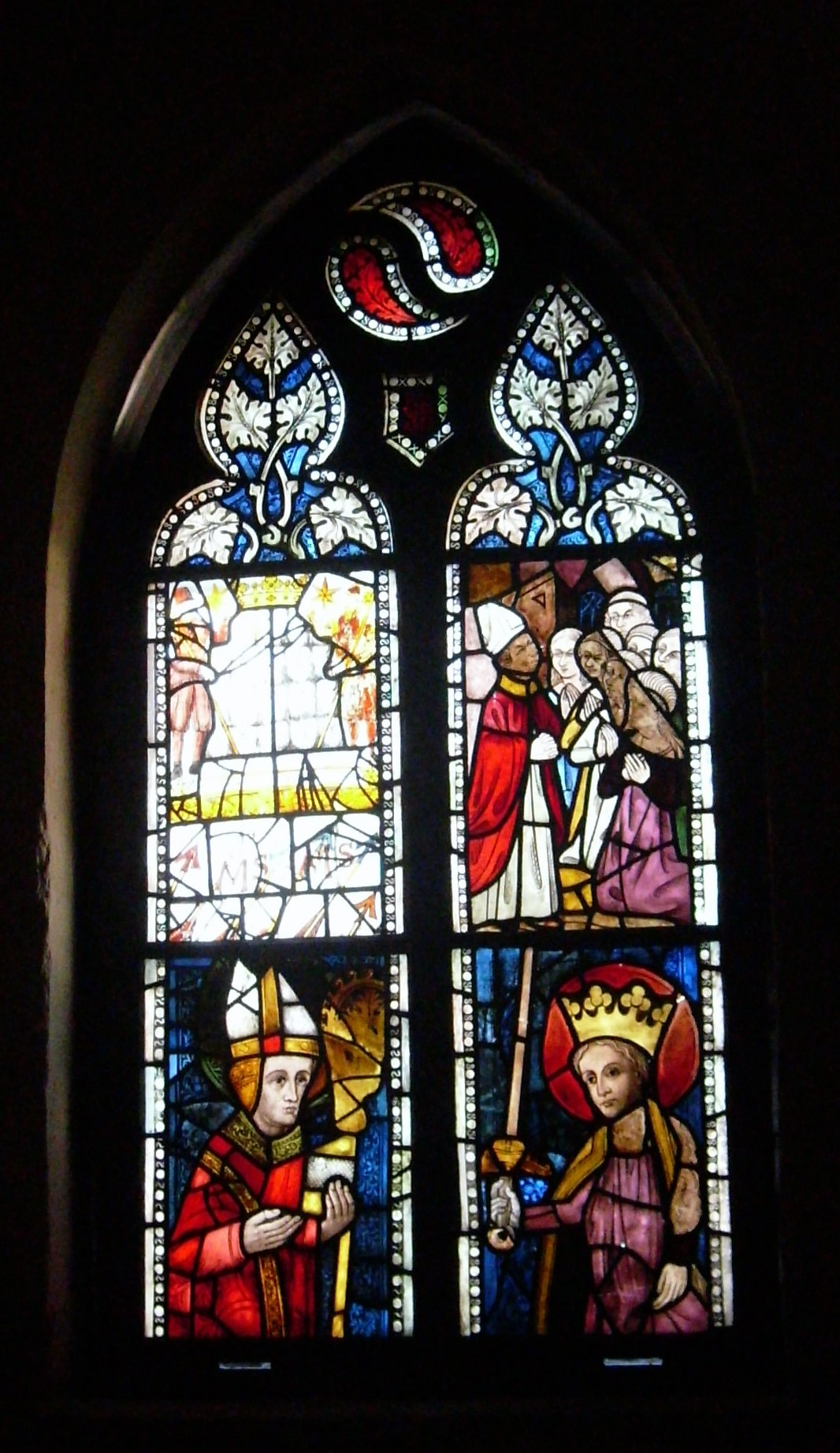

### Orgel
Am Reformationstag 1809 wurde die neue Orgel in der renovierten Kirche eingeweiht, die aus der französisch-reformierten Kirche in Halle stammte.
Die heute erhaltene Orgel wurde 1896 von Wilhelm Rühlmann aus Zörbig in einem neogotischen Prospekt erbaut und über eine Stiftung durch den Sanitätsrat Franz finanziert. Das Kegelladen-Instrument hat 47 Register auf drei Manualen und Pedal. Die Trakturen sind pneumatisch.
| I Hauptwerk C–f3 |       |
| Principal        | 16′   |
| Bordun           | 16′   |
| Principal        | 8′    |
| Bordun           | 8′    |
| Hohlflöte        | 8′    |
| Gambe            | 8′    |
| Gemshorn         | 8′    |
| Octave           | 4′    |
| Rohrflöte        | 4′    |
| Quinte           | 2 ⁄3′ |
| Octave           | 2′    |
| Kornett II-IV    |       |
| Mixtur IV        |       |
| Trompete         | 8′    |

| II Brustwerk C–f3 |       |
| Gedackt           | 16′   |
| Principal         | 8′    |
| Rohrflöte         | 8′    |
| Doppelflöte       | 8′    |
| Salicional        | 8′    |
| Dolce             | 8′    |
| Fugara            | 4′    |
| Flûte harmonique  | 4′    |
| Nassat            | 2 ⁄3′ |
| Waldflöte         | 2′    |
| Mixtur III        |       |
| Klarinette        | 8′    |

| III Schwellwerk C–f3 |     |
| Lieblich Gedackt     | 16′ |
| Principal            | 8′  |
| Lieblich Gedackt     | 8′  |
| Flauto traverso      | 8′  |
| Viola                | 8′  |
| Vox celestis         | 8′  |
| Salicet              | 4′  |
| Zartflöte            | 4′  |
| Oboe                 | 8′  |

| Pedalwerk C–f1 |         |
| Untersatz      | 32′     |
| Principalbaß   | 16′     |
| Violon         | 16′     |
| Subbaß         | 16′     |
| Gedacktbaß     | 16′     |
| Quintbaß       | 10 2⁄3′ |
| Oktavbaß       | 8′      |
| Violoncello    | 8′      |
| Gedacktbaß     | 8′      |
| Octave         | 4′      |
| Posaune        | 16′     |
| Trompete       | 8′      |

- Koppeln: II/I, III/I (auch als Superoktavkoppel), III/II; I/P, II/P, III/P